# Заболотье (Октябрьский район)
Заболотье (бел. За́балацце) — деревня в Октябрьском районе Гомельской области Беларуси. В составе Поречского сельсовета.

## Административное устройство
Ранее являлась административным центром Лясковичского сельсовета.
До 11 января 2023 года входила в состав Лясковичского сельсовета. В связи с объединением Поречского и Лясковичского сельсоветов Октябрьского района Гомельской области в одну административно-территориальную единицу — Поречский сельсовет, включена в состав Поречского сельсовета.

## География

### Расположение
В 34 км на запад от Октябрьского, 27 км от железнодорожной станции Рабкор (на ветке Бобруйск — Рабкор от линии Осиповичи — Жлобин), 237 км от Гомеля.

### Гидрография
На юге и западе мелиоративные каналы.

## Транспортная сеть
На автомобильной дороге Лясковичи — Хоромцы — Поречье. Планировка состоит из прямолинейной улицы, ориентированной с юго-востока на северо-запад, к которой с северо-запада присоединяются короткая прямолинейная улица и 3 переулка. Застройка деревянная, усадебного типа. В 1987 году построено 50 кирпичных домов, в которых разместились переселенцы из загрязнённых радиацией в результате катастрофы на Чернобыльской АЭС мест.

## История
По письменным источникам известна с XVIII века как центр поместья Заболотье, владение Володьков. После 2-го раздела Речи Посполитой (1793 год) в составе Российской империи. В 1863 году открыто народное училище. В 1885 году в Лясковичской волости Бобруйского уезда Минской губернии.
В 1929 году организован колхоз. Начальная школа в 1930 году преобразована в семилетнюю. С 28 июня 1939 года центр Лясковичского сельсовета Октябрьского района, с 25 декабря 1962 года Светлогорского района, с 30 июля 1966 года Октябрьского района, с 20 февраля 1938 года Полесской, с 20 сентября 1944 года Бобруйской, с 8 января 1954 года Гомельской области. Во время Великой Отечественной войны жители создали партизанский отряд, который возглавил председатель колхоза А. П. Покуша. Немецкие оккупанты в апреле 1942 года сожгли 142 двора, убили 192 жителя. 05.02.1944 г. каратели расстреляли и сожгли еще 87 жителей (похоронены в могиле жертв фашизма на ул. Комарова). В боях за деревню и окрестности в 1943-44 годах погибли 42 советских солдата (похоронены в братской могиле на кладбище). 68 жителей погибли на фронте. Согласно переписи 1959 года в составе совхоза «Оресса» (центр — деревня Лясковичи). Работают средняя школа, клуб, библиотека, аптека, отделение связи, 3 магазина.
До 1998 года в состав Лясковичского сельсовета входила не существующая в настоящее время деревня Заверхлесье.

## Население

### Численность
- 2004 год — 198 хозяйств, 474 жителя.

### Динамика
- 1885 год — 15 дворов, 133 жителя.
- 1908 год — 44 двора, 359 жителей.
- 1940 год — 242 двора, 1200 жителей.
- 1959 год — 936 жителей (согласно переписи).
- 2004 год — 198 хозяйств, 474 жителя.

## Культура
- Заболотский сельский клуб — филиал ГУК «Центр культурно-досуговой деятельности Октябрьского района»

## Достопримечательность
- Братская могила (номер воинского захоронения 3649)[3].
  - Обелиск на братской могиле воинов и партизан, погибших в 1943-1944 гг.[3]
- Обелиск на месте захоронения останков мирных жителей, погибших во время карательной операции 05.02.1944 (номер воинского захоронения 8261)[3].

## Известные уроженцы
- Смагарович, Марк Станиславович — белорусский поэт.